# Кутыгин, Иван
Кутыгин Иван (ок. 1740 — ок. 1800) — русский кораблестроитель XVIII века, корабельный мастер Кронштадтского порта.

## Биография
Иван Кутыгин родился около 1740 года в семье квартирмейстера, который позднее служил на яхте Великого князя Павла Петровича. В 1776 году ставший писарем Иван Кутыгин, по личной рекомендации Великого князя Павла Петровича, был направлен на четыре года в Англию для обучения корабельной архитектуре у английского кораблестроителя Томаса Митчелла. На последнем году обучения стал пропускать уроки, не посещал практику корабельного строения, однако после внушения наставников исправился, и успешно завершил обучение.
По возвращении в Россию занимался проектированием и тимберовкой кораблей. В 1788 году корабельный подмастерье Кутыгин сочинил чертежи 75- и 100-пушечных кораблей. В 1788 году был произведён в корабельные мастера.
В 1790 году вместе с корабельным мастером Д. А. Масальским на Кронштадтской верфи строил 38-пушечные гребные фрегаты типа «Александр» — «Александра» и «Елена».
В 1791 году составил общий чертёж гребной шнявы с вооружением «8 пушек 6 фунтового калибра из коих поворачиваются на нос в случае нужды».
26 января 1797 года, по личному указанию императора Павла I, Кутыгин заложил в Кронштадте 40-пушечный корабль — яхту «Эммануил», которую император приказал называть фрегатом. Корабль строился очень спешно, и 16 июня уже был спущен на воду. 6 июля император, прибывший в сопровождении императрицы, старших сыновей и большой свиты из Петергофа в Кронштадт, впервые после своего прадеда Петра I, поднял императорский штандарт не на яхте, а на боевом корабле, коим числился «Эммануил».
В 1798 году занимался перетимберовкой линейного корабля «Александр Невский».

## Семья
- Сын — Матвей (1793—1862). Морской офицер, полный генерал флота. Георгиевский кавалер. Участник Отечественной войны 1812 и кампании 1813—1814 годов, начальник Иркутского адмиралтейства в 1815—1822 годах, с 1832 года — инспектор морских военных госпиталей в Санкт-Петербурге.
- Сын — Фёдор (1796—1854). Морской офицер, контр-адмирал. Георгиевский кавалер. Участник кампаний 1812—1814 и Русско-турецкой войны 1828—1829. Совершил два кругосветного плавания — в 1817—1821 годах на шлюпе «Камчатка» и в 1821—1824 годах — на шлюпе «Аполлон». С 1833 года командовал кораблями Балтийского флота «Прозерпина», «Не тронь меня» и «Нарва», с 1847 года — командир 1-й бригады 3-й флотской дивизии, с 1853 года — 1-й бригады 2-й дивизии.